# Open Comunidad de Madrid 2024
L'Open Comunidad de Madrid 2024 è stato un torneo maschile di tennis professionistico. È stata la 3ª edizione del torneo, facente parte della categoria Challenger 100 nell'ambito dell'ATP Challenger Tour 2024, con un montepremi di 120 000 €. Si è giocato dall'8 al 14 aprile 2024 sui campi in terra rossa del Club de Campo Villa de Madrid di Madrid, in Spagna.

## Partecipanti

### Teste di serie
| Nazionalità | Giocatore            | Ranking* | Testa di serie |
| ----------- | -------------------- | -------- | -------------- |
| Giappone    | Tarō Daniel          | 84       | 1              |
| Spagna      | Albert Ramos Viñolas | 103      | 2              |
| Argentina   | Camilo Ugo Carabelli | 106      | 3              |
| Cina        | Shang Juncheng       | 113      | 4              |
| Rep. Ceca   | Vít Kopřiva          | 118      | 5              |
| Austria     | Jurij Rodionov       | 119      | 6              |
| Francia     | Harold Mayot         | 129      | 7              |
| Kazakistan  | Michail Kukuškin     | 139      | 8              |

* Ranking al 1º aprile 2024.

### Altri partecipanti
I seguenti giocatori hanno ricevuto una wild card per il tabellone principale:
- Martín Landaluce
- Alejandro Moro Cañas
- Albert Ramos Viñolas

Il seguente giocatore è entrato in tabellone come special exempt:
- Nick Hardt

I seguenti giocatori sono passati dalle qualificazioni:
- Guido Andreozzi
- Daniel Rincón
- Abedallah Shelbayh
- Marc-Andrea Hüsler
- Ignacio Buse
- Carlos Taberner

Il seguente giocatore è entrato in tabellone come lucky loser:
- Francesco Passaro

## Partecipanti al doppio

### Teste di serie
| Nazione    | Giocatore          | Ranking* | Nazione     | Giocatore            | Ranking* | Testa di serie |
| ---------- | ------------------ | -------- | ----------- | -------------------- | -------- | -------------- |
| Colombia   | Nicolás Barrientos | 50       | Brasile     | Rafael Matos         | 45       | 1              |
| Uruguay    | Ariel Behar        | 37       | India       | Yuki Bhambri         | 62       | 2              |
| Portogallo | Francisco Cabral   | 55       | Kazakistan  | Oleksandr Nedovjesov | 44       | 3              |
| Finlandia  | Harri Heliövaara   | 39       | Regno Unito | Henry Patten         | 63       | 4              |

* Ranking al 1º aprile 2024.

### Altri partecipanti
Le seguenti coppie di giocatori hanno ricevuto una wild card per il tabellone principale:
- Miguel Damas /  Alejandro Moro Cañas
- Aisam-ul-Haq Qureshi /  David Vega Hernández

## Punti e montepremi
| Torneo    | Torneo              | V      | F     | SF    | QF    | 2T    | 1T    | Q | Q2  | Q1  |
| Singolare | Punti               | 100    | 50    | 25    | 14    | 7     | 0     | 4 | 2   | 0   |
| Singolare | Premi in denaro (€) | 16 020 | 9 415 | 5 555 | 3 240 | 1 900 | 1 160 | – | 580 | 290 |
| Doppio    | Punti               | 100    | 50    | 25    | 14    | –     | 0     | – | –   | –   |
| Doppio    | Premi in denaro (€) | 6 845  | 4 050 | 2 400 | 1 420 | –     | 800   | – | –   | –   |

## Campioni

### Singolare
Stefano Napolitano ha sconfitto in finale  Leandro Riedi con il punteggio di 6–3, 6–3.

### Doppio
Harri Heliövaara /  Henry Patten hanno sconfitto in finale  Guido Andreozzi /  Miguel Ángel Reyes Varela con il punteggio di 7–5, 7–6(1).